# Morimotoïta
La morimotoïta és un mineral de la classe dels silicats, que pertany al grup estructural del granat. Rep el seu nom de Nobuo Morimoto (1925-2010), mineralogista i professor de les Universitats d'Osaka i Kyoto.

## Característiques
La morimotoïta és un silicat de fórmula química Ca₃(TiFe2+)(SiO₄)₃. Va ser aprovada com a espècie vàlida per l'Associació Mineralògica Internacional l'any 1992, i publicada per primera vegada el 1995. Cristal·litza en el sistema isomètric. La seva duresa a l'escala de Mohs és 7,5.
Segons la classificació de Nickel-Strunz, la morimotoïta pertany a «9.AD - Nesosilicats sense anions addicionals; cations en [6] i/o major coordinació» juntament amb els següents minerals: larnita, calcio-olivina, merwinita, bredigita, andradita, almandina, calderita, goldmanita, grossulària, henritermierita, hibschita, hidroandradita, katoïta, kimzeyita, knorringita, majorita, vogesita, schorlomita, spessartina, uvarovita, wadalita, holtstamita, kerimasita, toturita, momoiïta, eltyubyuïta, coffinita, hafnó, torita, thorogummita, zircó, stetindita, huttonita, tombarthita-(Y), eulitina i reidita.

## Formació i jaciments
Va ser descoberta a la mina Fuka, a la ciutat de Takahashi, dins la prefectura d'Okayama, a la Regió de Chugoku (Honshū, Japó). També ha estat descrita al complex alcalí del riu Ice, a la Colúmbia Britànica (Canadà); al riu Morotu, a l'óblast de Sakhalín (Rússia); al mont Rasvumtxorr, al massís de Khibini, a l'óblast de Múrmansk (Rússia); i al comtat de San Benito, a Califòrnia (Estats Units).